# 奧克格羅夫 (明尼蘇達州)
奧克格羅夫（英語：Oak Grove）是一個位於美國明尼蘇達州安諾卡縣的城市。

## 人口
根據2020年美國人口普查的數據，奧克格羅夫的面積為91.18平方千米，當中陸地面積為87.82平方千米，而水域面積為3.36平方千米。當地共有人口8929人，而人口密度為每平方千米98人。